# Amir Abdou
Amiredine "Amir" Abdou (Marsella, Francia, 8 de julio de 1972) es un entrenador de fútbol francés, nacionalizado comorense. Actualmente está sin club.

## Trayectoria
Abdou comenzó su carrera como entrenador en 2010 en la filial del SU Agen. Dos años después, dirigió al Entente Golfech-Saint-Paul d'Espis de la sexta división, conocida como la División de Honor.
El 11 de enero de 2014, firmó un contrato de tres años como seleccionador nacional de Comoras.Originalmente se suponía que actuaría como asistente técnico del francés Henri Stambouli. Sin embargo, cuando él se negó, la asociación contrató a Abdou como su substituto.
En noviembre de 2020, mientras el combinado africano disputaba la clasificación para la Copa Africana de Naciones, fue confirmado como entrenador del FC Nouadhibou en paralelo a su labor en Comoras. En su primera temporada, obtendría la Ligue 1 mauritana.
El 25 de marzo de 2021, la selección comorense empató sin goles ante Togo y clasificó por primera vez a la Copa Africana de Naciones 2021. El 6 de julio de 2021, obtuvo el rango de Caballero de la Orden de la Media Luna Verde como forma de agradecimiento por la labor hecha en el país africano.
En el certamen africano, avanzó a los octavos de final como uno de los mejores terceros de la fase de grupos. No obstante, cayó en dicha instancia ante Camerún por 2-1. Asimismo, Abdou no pudo acompañar a su equipo en este partido porque él, al igual que doce de sus jugadores, había dado positivo por COVID-19. El 25 de febrero de 2022, presentó su renuncia al cargo, convencido de que el seleccionado comorense necesitaba una nueva dirección.
El 3 de marzo de 2022, fue anunciado como entrenador de la selección de Mauritania. Ese mismo día, dejó también su cargo en el FC Nouadhibou y fue reemplazado por Wissem Maaref. En septiembre de 2023, logró la clasificación a la Copa Africana de Naciones 2023 luego de derrotar a Gabón en la última jornada por 2-1. El 23 de enero de 2024, la selección mauritana ganó su primer partido en la competición al vencer a Argelia por 1-0 en su último partido de la fase de grupos y obtuvo la clasificación para los octavos de final por primera vez. Unos días más tarde, cayó en dicha instancia ante Cabo Verde por 1-0. En febrero de 2024, se anunció su renovación hasta el 2026.Sin embargo, el 22 de noviembre, fue relevado de sus funciones después de no clasificar a la Copa Africana de Naciones 2025.

## Clubes

### Como entrenador
| Club                    | País       | Año       |
| ----------------------- | ---------- | --------- |
| Golfech                 | Francia    | 2012-2014 |
| Selección de Comoras    | Comoras    | 2014-2022 |
| FC Nouadhibou           | Mauritania | 2020-2022 |
| Selección de Mauritania | Mauritania | 2022-2024 |

## Palmarés

### Como entrenador

#### Campeonatos nacionales
| Título             | Club          | País       | Año     |
| ------------------ | ------------- | ---------- | ------- |
| Ligue 1 Mauritania | FC Nouadhibou | Mauritania | 2020-21 |
| Ligue 1 Mauritania | FC Nouadhibou | Mauritania | 2021-22 |